# Palpita gracialis
Palpita gracialis es una especie de polillas perteneciente a la familia Crambidae descrita por George Duryea Hulst en 1886.
Se encuentra en Norteamérica, desde California a Texas y Oklahoma.
La envergadura es de 10-12,5 mm. Los adultos tienen alas blancas translúcidas con iridiscencia nacarada. El borde es marrón, con una gran mancha reniforme de color gris oscuro y manchas orbiculares más pequeñas.